# ケネス・クラーク
ケネス・マッケンジー・クラーク（英: Kenneth McKenzie Clark, Baron Clark OM CH KCB FBA、1903年7月13日-1983年5月21日）は、英国の美術史家。一代貴族のクラーク男爵、メリット勲章勲爵士（OM）、コンパニオン・オブ・オナー勲章勲爵士（CH）、バス勲章ナイト・コマンダー勲爵士（KCB）、イギリス学士院フェロー（FBA）。

## 経歴
ロンドン生まれ。オックスフォード大学トリニティ・カレッジで美術史を学び、1931－33年アシュモリアン博物館の美術部門の部長、1933年、30歳でナショナル・ギャラリーの館長となった。
1939年に第二次世界大戦が勃発すると英国政府は戦争芸術家諮問委員会（the War Artists' Advisory Committee, WAAC）を創設し、クラークを会長に任命した。諮問委員会創設の原動力となったのはクラークであった。その背景としては、第二次世界大戦の勃発により、商業ギャラリーが閉鎖が相次ぎ、芸術家への私的な注文が無くなり、美術学校がその教育を縮小するかまたは完全に閉鎖するにつれて、多くの芸術家は仕事をやめて収入を失っていたことがある。クラークはかなりの数のアーティストを公式の戦争芸術家として雇用するように英国政府を説得した。クラークの働きかけにより最大で200人の芸術家が雇用された。その中にはエドワード・アーディゾーニ、ポール・ナッシュ、ジョン・ナッシュ、マーヴィン・ピーク、ジョン・パイパー、グラハム・サザーランドらがいた。また、短期契約で雇用された芸術家としてはジェイコブ・エプスタイン、ローラ・ナイト、ローレンス・スティーヴン・ラウリー、ヘンリー・ムーア、スタンリー・スペンサーらがいた。
1946年オックスフォード大学の教授となる。1950年退任、54年に独立テレビジョン公社の会長に就任。レオナルド・ダ・ヴィンチの研究が専門だが、美術に関するテレビを通しての啓蒙活動でも知られ、多くの著書がある。日本でも多数訳されている。1969年、一代貴族の「カウンティ・オヴ・ケントにおけるソルトウッドのクラーク男爵（Baron Clark of Saltwood in the County of Kent）」に叙され、貴族院議員となる。
主著である『ザ・ヌード』では、西洋美術史における裸体表現を「naked（はだか）」と「nude（裸体像）」という区別を通して、理想的形態についての見解を示している。

## 著書（日本語訳）
- 『風景画論』 佐々木英也訳 岩崎美術社 1967年（美術名著選書）、新装版1998年／ちくま学芸文庫 2007年
- 『ザ・ヌード 裸体芸術論 理想的形態の研究』 高階秀爾・佐々木英也共訳 美術出版社 1971年、新装版1988年／ちくま学芸文庫 2004年
- 『レオナルド・ダ・ヴィンチ 芸術家としての彼の発展の物語』 加茂儀一訳 法政大学出版局 1974年（叢書ウニベルシタス）
  - 『― 第2版　芸術家としての発展の物語』 丸山修吉・大河内賢治訳 法政大学出版局（同上） 1981年、新装版2013年
- 『芸術と文明』 河野徹訳 法政大学出版局 1975年、新装版2003年（叢書・ウニベルシタス）
- 『絵画の見かた』 高階秀爾訳 白水社 1977年／白水Uブックス 2003年
- 『芸術の森のなかで ケネス・クラーク自伝』 川西進訳 平凡社 1978年
- 『ボッティチェルリ『神曲』素描 ベルリン美術館・ヴァティカン美術館所蔵の原画による』 鈴木杜幾子・平川祐弘訳 講談社 1979年
- 『視覚の瞬間』 北条文緒訳 法政大学出版局 1984年（叢書・ウニベルシタス）
- 『名画とは何か』 富士川義之訳 白水社〈アートコレクション〉1985年／ちくま学芸文庫 2015年
- 『ヒューマニズムの芸術 初期イタリア・ルネサンスの巨匠たち』 岡田温司訳 白水社 1987年、新装版2009年
- 『フェミニン・ビューティ 芸術における女性美』 高階秀爾訳 メルヘン社 1987年
- 『レンブラント』 井田卓訳 木魂社 1988年。画集解説
- 『ロマン主義の反逆 ダヴィッドからロダンまで13人の芸術家』 高階秀爾訳 小学館 1988年
- 『ベスト・オブ・ビアズリー』 河村錠一郎訳 白水社 1992年。画集解説
- 『レンブラントとイタリア・ルネサンス』 尾崎彰宏・芳野明訳 法政大学出版局 1992年、新装版2015年（叢書・ウニベルシタス）
- 『ロンドンナショナルギャラリーの名画から 比べて見る100のディテイル』 高橋裕子訳 ほるぷ総連合・ほるぷ教育開発研究所 1995年。画集解説
- 『レオナルド・ダ・ヴィンチ素描集 英国王室ウィンザー城所蔵』 細井雄介ほか訳 朝倉書店 1997年
- 『ゴシック・リヴァイヴァル』 近藤存志訳 白水社 2005年

## 参考
- 『岩波＝ケンブリッジ世界人名辞典』岩波書店
- Foss, Brian (2007). War Paint: Art, War, State and Identity in Britain, 1939–1945. New Haven and London: Yale University Press.